# Adalbert Pasdirek-Coreno
Adalbert Pasdirek-Coreno (* 10. Dezember 1869 in Neutitschein; † nach 1931) war ein österreichischer Architekt, Kunsthandwerker und Stadtbaumeister in Graz.

## Leben
Er war der Bruder des Malers, Gymnasialprofessors und Mitglieds des Grazer Gemeinderats Ladislaus Hans Pasdirek (* 1858; † 14. Mai 1945 in Graz) und besuchte das k.k. Staatsgymnasium in Brünn. Ab 1888 studierte er an der Akademie der bildenden Künste Wien, wo er 1891 den Spezialschulpreis und Rosenbaum-Preis für die „beste Lösung der Aufgabe Entwurf bronzener Torflügel für Haupteingang zu einem Kunstmuseum“ erhielt. 1898 eröffnete er ein Architekturbüro in Brünn. Im Jahr 1900 wurde Adalbert Pasdirek-Coreno zum Lehrer an der Fachschule für Holzbearbeitung in Bozen ernannt.
Ab 1903/04 wohnte er in Graz und baute hier zahlreiche Villen.
Für 1922 ist belegt, dass Pasdirek-Coreno zusammen mit L. Zehetmeier Schürfrechte an einer Brauneisenerz-Mine in Pisweg ob Gurk (Kärnten) besaß.

## Bauten
Seine frühen Arbeiten in Graz sind vermutlich noch von Otto Wagner beeinflusst.
Als einer der ersten Architekten baute er in der Habsburger Monarchie Villen mit Flachdächern, z. B. die Villa Hellenaion in Graz und die Villa Lug ins Land in Laßnitzhöhe (Steiermark).
Achleitner konzediert ihm, dass er mit seinen mediterran wirkenden, kubisch aufgebauten Häusern mit Dachterrassen die Weichen Richtung Moderne stellte.

### Beispiele
- Staatsgewerbeschule in Komotau – Chomutov, Školní 1060/50 (1902, 1927 durch Umbau und Erhöhung um Obergeschoss und Dachgeschoss stark verändert)[9]
- Villa Goldmann in Komotau – Chomutov, Čelakovského 1090/22 (früher Schillerstraße) (1903)
- Villa Pramberger in Graz, Hilmteichstraße 22 (1905)[10][11] (seit 2018 unter Denkmalschutz)
- Villa Lug ins Land in Laßnitzhöhe, Hauptstraße 122 (1905)[12] (unter Denkmalschutz)
- Villa Ofner mit Oktogon in Graz, Krottendorfer Straße 66 (um 1905)[13][14]
- Ehem. Villa Hellenaion (auch Villa Manowarda) in Graz, Stiftingtalstraße (1905)[15] (durch spätere Umbauten völlig überformt)
- Villa Sini in Graz, Dr.-Karl-Lueger-Straße 26 (1906)[16]
- Wohnhaus Walda in Graz, Ehlergasse 5 (1907)[17]
- Villa Reimann in Graz, Hilmteichstraße 7 (1907)[18] (seit 2018 unter Denkmalschutz)
- Villa in Graz, Stiftingtalstraße 67 (1908)[19][14]
- Villa Scheucher in Graz, Roßmanngasse 10 (1909)[20]
- Doppelwohnhaus in Graz, Roßmanngasse 8 (1910)[21]
- Villa Selene in Graz, Fosselgasse 3 (1913)[22][14]

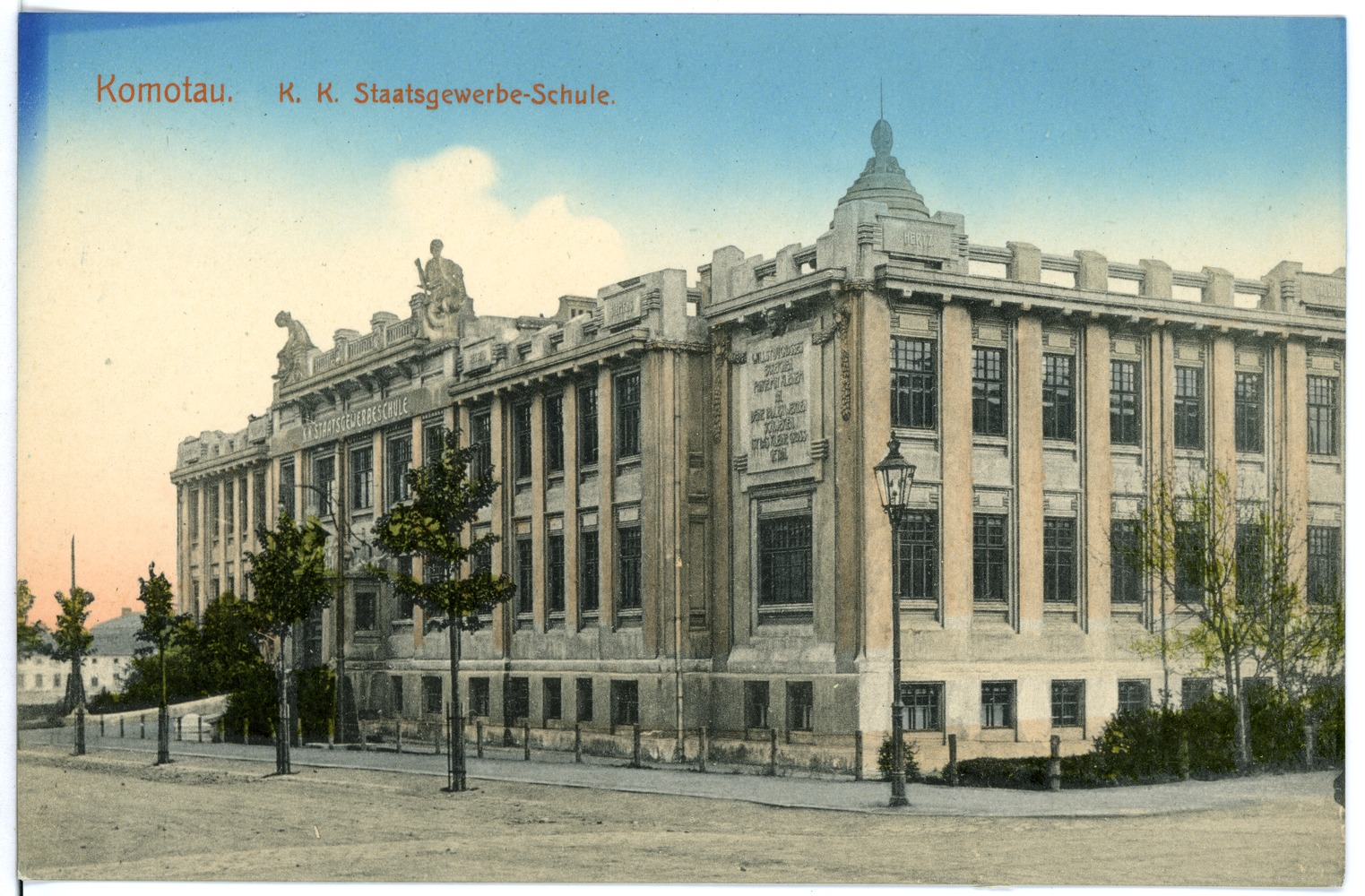
Staatsgewerbeschule in Komotau
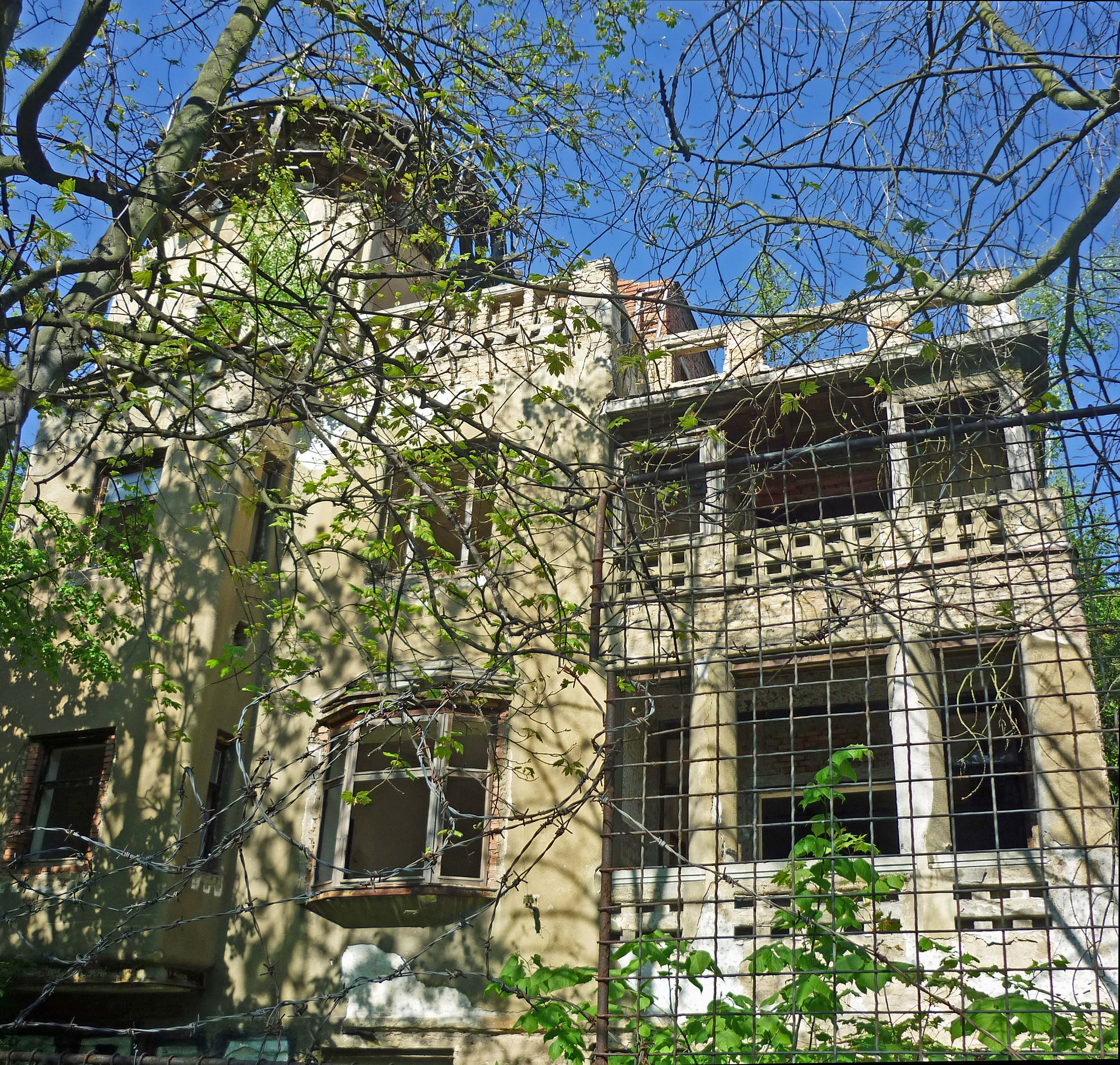
Villa Goldmann in Komotau
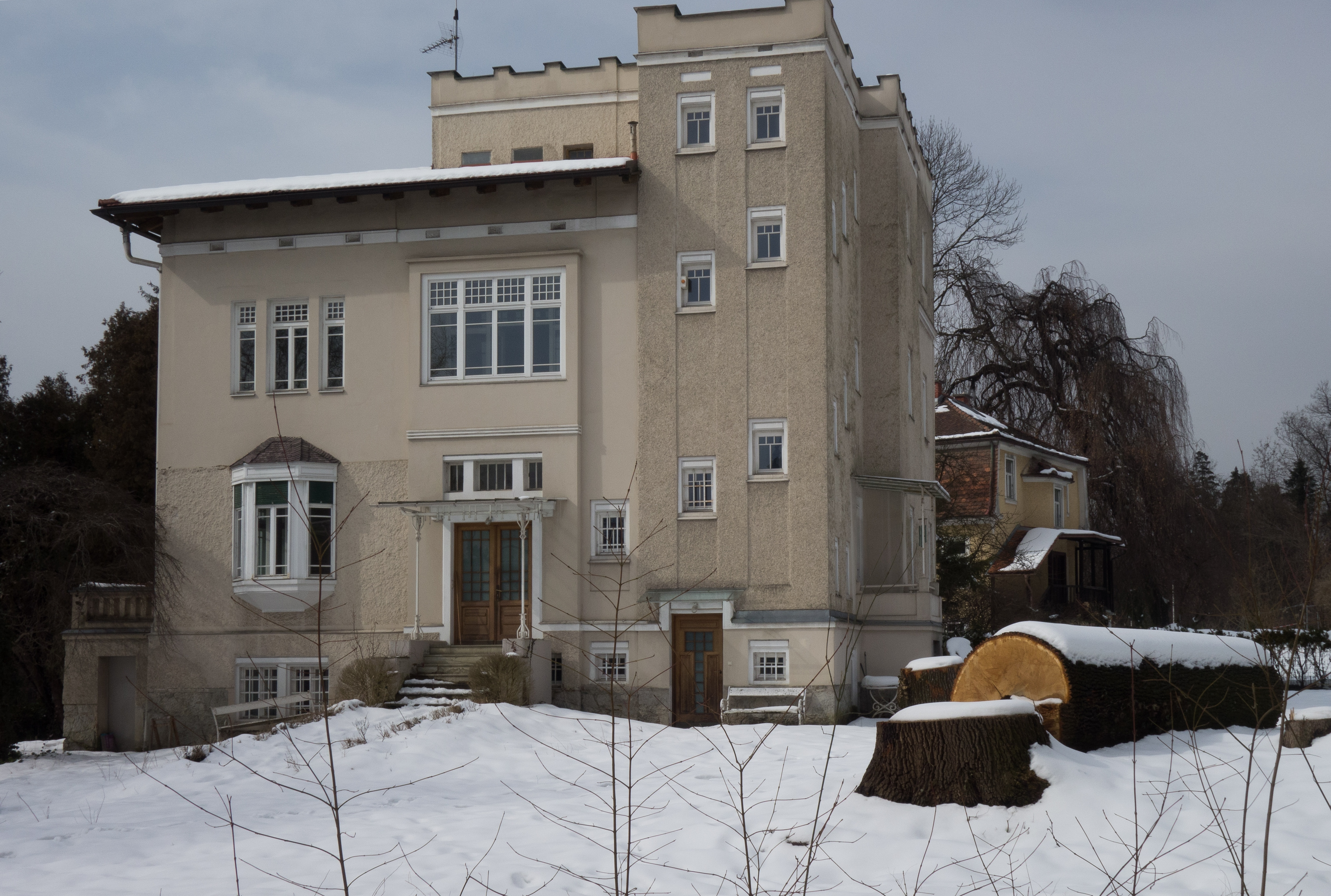
Villa Pramberger in Graz
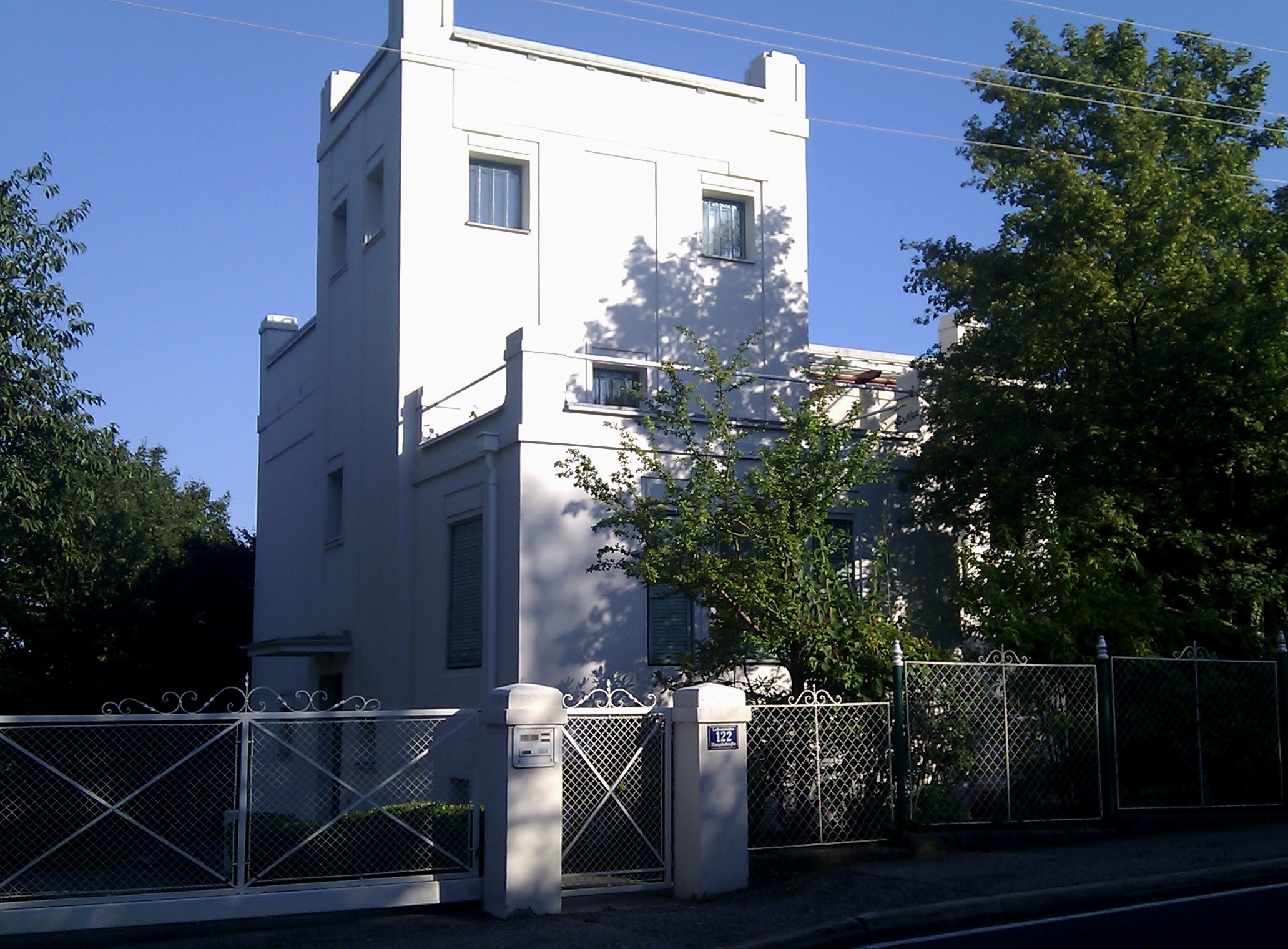
Villa Lug-ins-Land in Laßnitzhöhe
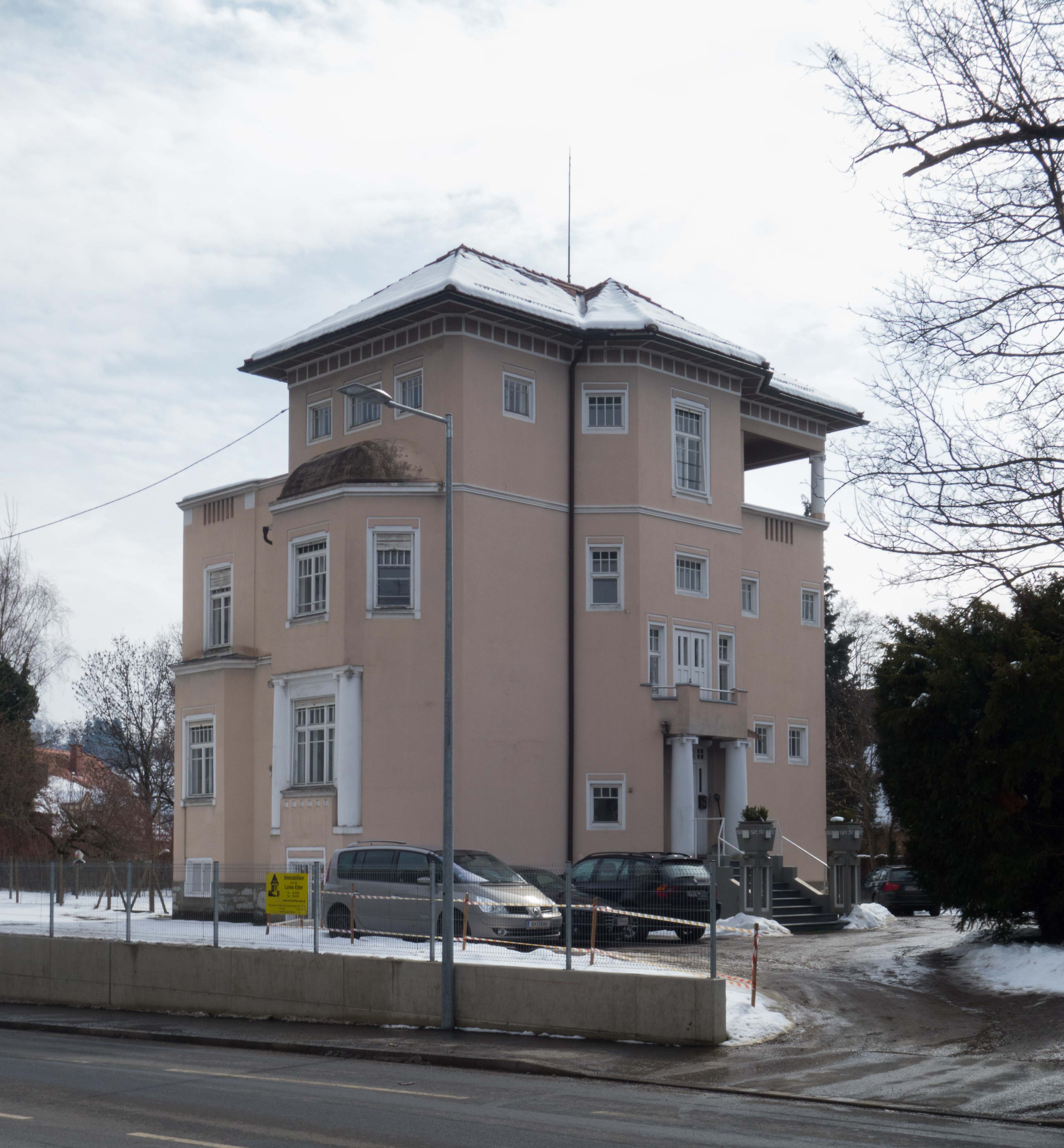
Villa Reimann in Graz